# Rhysipolis pallipes
Rhysipolis pallipes är en stekelart som först beskrevs av Léon Abel Provancher 1888.  Rhysipolis pallipes ingår i släktet Rhysipolis och familjen bracksteklar. Inga underarter finns listade i Catalogue of Life.